# Тріангл (острів)
Острів Тріангл (англ. Triangle Island — «острів трикутник[а]») — крутий безлісий острівець вулканічного походження в Тихому океані на відстані близько 55 км від північно-західного берега острова Ванкувер. Острів має вигляд піднесеного плато, вкритого луговником, гаультерією і морошкою. У 1910 році на острові був побудований маяк, проте він був закритий через 10 років за відсутність користі від нього — в погану погоду його можна було побачити лише занадто пізно.
Острів Тріангл — один з найважливіших центрів гніздування птахів півночі Тихого океану. Зокрема, тут формує колонії половина світової популяції алеутської конюги (Ptychoramphus aleuticus). Також на острові гніздиться топорик (Fratercula cirrhata) і тупик-носоріг (Cerorhinca monocerata).